# Pomnik Elizy Orzeszkowej w Grodnie
Pomnik Elizy Orzeszkowej w Grodnie (biał. Бюст Элізы Ажэшкі) – pomnik dłuta rzeźbiarza Romualda Zerycha ustawiony w 1929 w Parku Miejskim w Grodnie. Obecnie znajduje się przy ul. Orzeszkowej.

## Historia
Pomnik powstał z inicjatywy miejscowych stowarzyszeń, m.in. Towarzystwa im. Elizy Orzeszkowej. Jego projekt wykonał rzeźbiarz Romuald Zerych. Podczas odsłonięcia pomnika w dniu 20 października 1929 obecny był jego twórca oraz najwyższe władze lokalne i państwowe.
W czasie II wojny światowej pomnik został ukryty, a w 1949 ustawiony na skwerze przy ul. Orzeszkowej opodal domu pisarki.
W 1958 replikę grodzieńskiego monumentu odsłonięto w warszawskim Parku Kultury i Wypoczynku (obecnie park Na Książęcem).